# Fohlenmarkt
Der Fohlenmarkt in Sinsheim ist ein jährliches Volksfest, dessen Ursprünge in dem 1902 begründeten und einst bedeutenden Markt für Kaltblüter liegen. Die fünf Tage dauernde Veranstaltung gilt als traditionsreichstes Volksfest im Kraichgau.

## Geschichte
Um 1890 kam nach einem Aufruf der Unterbadischen Pferdezuchtgenossenschaften die Zucht von belgischen Kaltblutstutfohlen im Kraichgau auf. Ein 1896 gegründeter Zuchtverein hatte alsbald 92 Mitglieder und diese allmählich Absatzschwierigkeiten. Die Stadt Sinsheim erhielt 1902 darum die Genehmigung des Badischen Innenministeriums, einen jährlichen Fohlenmarkt abhalten zu dürfen.
Der erste Fohlenmarkt fand am 22. November 1902 auf der Sinsheimer Stadtwiese statt. Bereits der erste Markt hatte großen Erfolg und zog rasch Käufer aus ganz Süddeutschland an. Bereits nach wenigen Jahren gab es Überlegungen, in Sinsheim, das zum Mittelpunkt der Kaltblutzucht in Nordbaden geworden war, eine zentrale Aufzuchtstation einzurichten. Aus Stiftungen und Zuwendungen ihrer 1200 Mitglieder erwarb die Zuchtgenossenschaft 230 Grundstücke mit einer Gesamtfläche von 50 Hektar an der Gemarkungsgrenze von Sinsheim, Hoffenheim und Dühren, wo 1913/14 ein Weidegehöft mit Verwalterwohnung entstand. 
In den 1920er Jahren gab es zwei jährliche Pferdemärkte, außerdem viele Pferdemusterungen, Körungen und Prämierungen. In diese Zeit datiert auch der allmähliche Wandel des Fohlenmarktes zum Volksfest. Der große Festzug war eine Attraktion für viele Schaulustige, die nach Verlegung des Frühjahrsmarktes auf das Wochenende vor Pfingsten den Umzug auch außerhalb der Arbeitswoche besuchen konnten.
Nach dem Zweiten Weltkrieg tendierte das Angebot des Marktes weg von Pferden und hin zu Landmaschinen, außerdem nahmen der Vergnügungspark und der Krämermarkt größeren Raum ein. In jüngerer Zeit gab es wieder ein stärkeres Angebot an Pferden, nun jedoch weniger kaltblütige Arbeitspferde, sondern überwiegend Württemberger Warmblüter als Reitpferde. 
Der Fohlenmarkt wird jährlich eine Woche vor Pfingsten abgehalten. Der Markt beginnt an Christi Himmelfahrt und dauert fünf Tage. Im Umfeld des Fohlenmarktes finden Reitturniere und Verbandspferdeschauen, aber auch Konzerte und Ausstellungen sowie ein Fesselballonflugwettbewerb und anderes statt.